# Satine Phoenix
Satine Phoenix (Olóngapo, Filipines, 22 de maig de 1980) és una ex actriu porno, il·lustradora i pintora nord-americana. És vegana.

## Biografia
Va debutar en el cinema pornogràfic l'any 2006. Ha aparegut en almenys 100 pel·lícules per a adults, incloent molts vídeos gran orientació al bondage i fetitxisme sexual, inclou fisting, bevent orina i BDSM. Des del començament de la seva carrera ha realitzat moltes pel·lícules convertint-se en una popular actriu de la indústria del cinema per a adults.
El pintor suec Karl Backman va pintar un retrat de l'actriu l'any 2013.

## Premis
- 2007: Adultcon Nominee – Best Actress in an Intercourse Performance[5]
- 2008: Premi Sexopolis – Best Sex Kitten[6]
- 2010: Bondage Awards Nominee - Best Comic Artist[7]